# Vitória Futebol Clube (Setúbal)
Vitória Futebol Clube  je portugalski nogometni klub iz grada Setúbala.
Utemeljen je 1910. godine.

## Klupski uspjesi
Razdoblje od 1964. do 1974. godine je bilo zlatno razdoblje kluba. Tada je osvojio dva portugalska kupa. Nekoliko je puta bio 3., a doprvak je bio 1971/72.

## Najbolje sezone u europskim kupovima

### Kup pobjednika kupova
1967/68.
```
1/16 Fredrikstad FK    (NOR) - Vitória Setúbal          1:5 / 1:2
 1/8  Bayern München    (SRNJ)- Vitória Setúbal          6:2 / 1:1
```

### Kup UEFA(prije pod imenomKup velesajamskih gradova)
1968/69.
```
1/32 Vitória Setúbal         - Linfield           (IRS) 3:0 / 3:1
1/16 Vitória Setúbal         - Olympique Lyon     (FRA) 5:0 / 2:1
 1/8  Vitória Setúbal         - Fiorentina         (ITA) 3:0 / 1:2
 1/4  Newcastle United  (ENG) - Vitória Setúbal          5:1 / 1:3
("Newcastle" je osvojio kup)
```

1969/70.
```
1/32 Vitória Setúbal         - Rapid Bukurešt      (RUM) 3:1 / 4:1
1/16 Vitória Setúbal         - Liverpool           (ENG) 1:0 / 2:3
 1/8  Vitória Setúbal         - Hertha Berlin      (SRNJ) 1:1 / 0:1
("Liverpool" je osvojio kup 1972/73. i 1975/76.)
```

1970/71.
```
1/32 Lausanne          (ŠVI) - Vitória Setúbal          0:2 / 1:2
1/16 Vitória Setúbal         - Hajduk Split       (JUG) 2:0 / 1:2
 1/8  Anderlecht        (BEL) - Vitória Setúbal          2:1 / 1:3
 1/4  Leeds United      (ENG) - Vitória Setúbal          2:1 / 1:1
("Leeds" je bio kasnijim osvajačem)
```

1971/72.
```
1/32 Vitória Setúbal         - Nîmes Olympique    (FRA) 1:0 / 1:2
1/16 Spartak Moscow    (SSSR)- Vitória Setúbal          0:0 / 0:4
 1/8  UT Arad           (RUM) - Vitória Setúbal          3:0 / 0:1
```

1972/73.
```
1/32 Vitória Setúbal         - Zagłębie Sosnowiec(POLJ) 6:1 / 0:1
1/16 Vitória Setúbal         - Fiorentina         (ITA) 1:0 / 1:2
 1/8  Vitória Setúbal         - Inter Milán        (ITA) 2:0 / 0:1
 1/4  Tottenham Hotspur (ENG) - Vitória Setúbal          1:0 / 1:2
("Tottenham" je bio braniteljem naslova, a "Inter" je bio lanjski doprvak Kupa prvaka)
```

1973/74.
```
1/32 Vitória Setúbal          - Beerschot          (BEL) 2:0 / 2:0
1/16 Vitória Setúbal          - RWD Molenbeek      (BEL) 1:0 / 1:2
 1/8 Leeds United       (ENG) - Vitória Setúbal          1:0 / 1:3
 1/4 Stuttgart          (SRNJ)- Vitória Setúbal          1:0 / 2:2
("Leeds Utd" je bio osvajačem kupa tri godine prije)
```

## Poznati igrači
Carlos Cardoso, Jacinto João, José Augusto Torres, Vítor Baptista i Rui Jordão.

## Navijači
Navijači ovog kluba se ovu Vitorianos ili Sadinos.

1943., prigodom kad je "Vitória" igrala svoju prvu završnicu portugalskog nogometnog kupa protiv "Benfice, tisuće ljudi iz Setúbala je nagrnulo u Lisabon i. Ne mogavši podnijeti teški poraz od 1:5, slavili su prikazani "fair play". . 

U tiskovinama od idućeg dana, Setúbaljane se nazvalo nadimkom 8ºExército ("8. armija") zbog njihova masivna sljedbeništva za svojom momčadi, kojeg je ishod bio veliki "pohod" u Lisabon; tisak ih je usporedio s britanskom 8. armijom (u izvorniku: "British Eighth Army") i njenom pohodu po Africi za vrijeme 2. svjetskog rata. 

Pozivajući se na ovo kasnih '90-ih, prva službena navijačka udruga se okrstila imenom "VIII Exército", dok se druga udruga nazvala "Furacões Sadinos". Obje imaju miran suživot i pokazuju veliku predanost klubu i danas ih se priznaje kao dvije najurednije organizirane navijače u Portugalu.

## Derbi dviju Vitórija
Ovo nije gradski derbi, ali u Portugalu postoji rivalstvo dviju Vitórija, koja je od njih najbolja u državi: Vitória iz Guimarãesa i Vitória iz Setubala. Susreti ovih dviju momčadi su uvijek vrlo posjećeni.

## Vanjske poveznice
- Službene stranice
- Neslužbene stranice  Arhivirana inačica izvorne stranice od 28. kolovoza 2008. (Wayback Machine)
- Forum
- Postava 2006/07.  Arhivirana inačica izvorne stranice od 12. ožujka 2007. (Wayback Machine)
- Neslužb.stranice  Arhivirana inačica izvorne stranice od 18. lipnja 2006. (Wayback Machine)